# Emilie-Claire Barlow
Emilie-Claire Barlow (Toronto, 6 giugno 1976) è una cantante e doppiatrice canadese.

## Discografia
- 1998 – Sings
- 2001 – Tribute
- 2003 – Happy Feet
- 2005 – Like a Lover
- 2006 – Winter Wonderland
- 2007 – The Very Thought of You
- 2009 – Haven't We Met?
- 2010 – The Beat Goes On
- 2012 – Seule ce soir
- 2014 – Live in Tokyo
- 2015 – Clear Day

## Doppiaggio
Lista parziale
- Sailor Moon (1998, 2000)
- Bakugan Battle Brawlers (2007)
- A tutto reality: L'isola (2007-2008)
- A tutto reality: Azione! (2009-2010)
- Stoked (2009)
- A tutto reality: Il tour (2011)
- Almost Naked Animals (2011-2013)
- Bakugan: Mechtanium Surge (2011)
- Fugget About It (2012-)
- Total Drama: All-Stars (2013)
- Peg + Cat (2013-)
- Total Drama Presents: The Ridonculous Race (2015-)